# Саймір Кастраті
Саймір Кастраті (алб. Saimir Kastrati, нар. 7 березня 1987, Лачі) — албанський футболіст, захисник клубу «Лачі». Володар Кубка Албанії.

## Ігрова кар'єра
Саймір Кастраті народився 7 березня 1987 року у місті Лачі. Професійну футбольну кар'єру розпочав у 2009 році у однойменному футбольному клубі, кольори якої захищає й донині.
У сезоні 2009—10 років він зіграв 30 матчів у чемпіонаті, забив при цьому 1 гол. Наступного року гравець з'явився на полі у 23 матчах чемпіонату і також відзначився одним голом. Того ж року албанська команда брала участь у першому кваліфікаційному раунді Ліги Європи, де за сумою двох матчів поступилася могильовському «Дніпру». Кастраті зіграв у обох матчах, у одному з них заробив жовту картку. Сезон 2011—12 рр. теж був доволі успішним для гравця — він зіграв 23 матчі чемпіонату і 12 ігор в кубку, але лише наступного року йому разом з командою вдалося завоювати Кубок Албанії.
У сезоні 2013—14 років Кастраті зіграв 15 матчів чемпіонату, відзначився одним голом. Три матчі він зіграв і у кубку, а у першому кваліфікаційному раунді Ліги Європи, де його команда зустрічалась із люксембурзьким «Діфферданжем 03», зіграв у обох матчах. Албанська команда тоді поступилась суперникам із Люксембургу за сумою двох матчів з рохунком 3:0.

## Статистика виступів

### Статистика клубних виступів
| Клуб               | Сезон              | Чемпіонат | Чемпіонат | Кубок    | Кубок | Кубок | Єврокубки | Єврокубки | Єврокубки | Інші змагання | Інші змагання | Інші змагання | Загалом | Загалом |
| Клуб               | Сезон              | Ігор      | Голів     | Змагання | Ігор  | Голів | Змагання  | Ігор      | Голів     | Змагання      | Ігор          | Голів         | Ігор    | Голів   |
| ------------------ | ------------------ | --------- | --------- | -------- | ----- | ----- | --------- | --------- | --------- | ------------- | ------------- | ------------- | ------- | ------- |
| «Лачі»             | 2009—10            | 30        | 1         |          | 0     | 0     |           | 0         | 0         |               | 0             | 0             | 30      | 1       |
| «Лачі»             | 2010—11            | 23        | 1         |          | 0     | 0     | ЛЄ        | 2         | 0         |               | 0             | 0             | 25      | 1       |
| «Лачі»             | 2011—12            | 23        | 0         | КА       | 12    | 0     |           | 0         | 0         |               | 0             | 0             | 35      | 0       |
| «Лачі»             | 2012—13            | 17        | 0         | КА       | 10    | 0     |           | 0         | 0         |               | 0             | 0             | 27      | 0       |
| «Лачі»             | 2013—14            | 15        | 1         | КА       | 3     | 0     | ЛЄ        | 2         | 0         | СА            | 1             | 0             | 21      | 1       |
| «Лачі»             | Загалом            | 108       | 3         |          | 25    | 0     |           | 4         | 0         |               | 1             | 0             | 138     | 3       |
| Загалом за кар'єру | Загалом за кар'єру | 108       | 3         |          | 25    | 0     |           | 4         | 0         |               | 1             | 0             | 138     | 3       |

## Титули і досягнення
- Володар Кубка Албанії (1):

«Лачі»: 2012-13